# Cyclocephala forsteri
Cyclocephala forsteri är en skalbaggsart som beskrevs av S. Endrödi 1963. Cyclocephala forsteri ingår i släktet Cyclocephala och familjen Dynastidae.

## Underarter
Arten delas in i följande underarter:
- C. f. mexicoi
- C. f. maracayensis